# Antoinette Sayeh

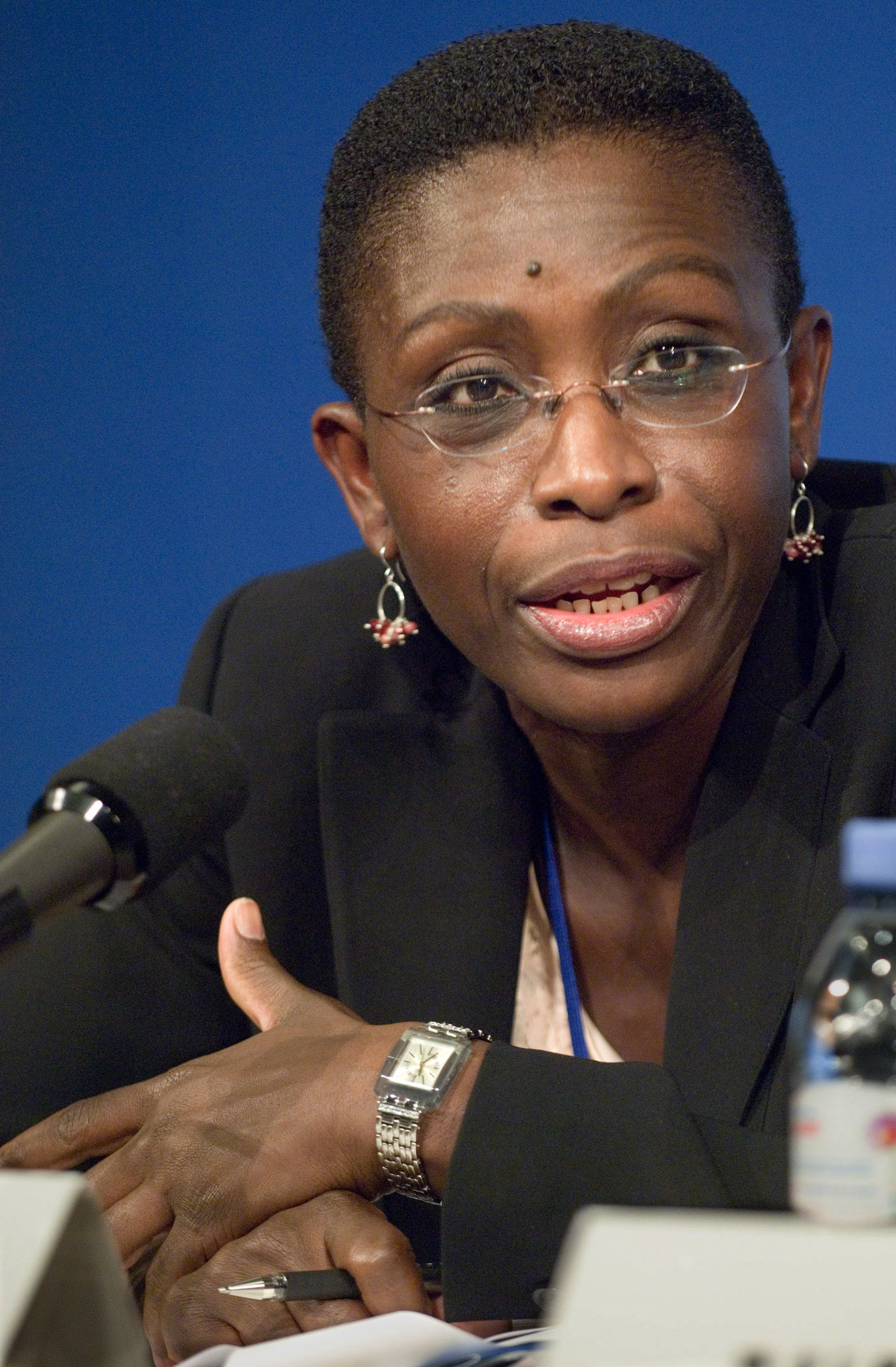
Antoinette Sayeh

Antoinette Monsio Sayeh  (* 12. Juli 1958) ist eine liberianische Finanzexpertin und Direktorin beim International Monetary Fund (IMF), sie war von 2006 bis 2008 Finanzministerin in der liberianischen Regierung.

## Leben
Antoinette M. Sayeh wurde am 12. Juli 1958 in der liberianischen Hauptstadt Monrovia geboren.
Nach dem Schulbesuch begann sie ein Studium in den USA und erwarb am Swarthmore College den Bachelor-Abschluss, an der Fletcher School of Law and Diplomacy der Tufts University promovierte sie anschließend auf dem Gebiet International Development Economics.

Bei der Weltbank war sie Regionaldirektor für die Programme der Staaten Benin, Niger und Togo und arbeitete zeitweise an einem Projekt zur Finanzreform von Pakistan.
In der ersten Legislaturperiode der liberianischen Präsidentin Ellen Johnson-Sirleaf übernahm die studierte Finanzexpertin Antoinette Sayeh im Januar 2006 das Finanzministerium. Als Hauptaufgabe nannte sie, die hohe Staatsverschuldung abzubauen, das staatliche Banken- und Finanzwesen zu ordnen und die Korruption zu bekämpfen.
Noch während der Legislaturperiode wechselte Antoinette Sayeh im Juli 2008 in das Management des International Monetary Fund (IMF) als Direktor für das Afrika-Department, in dieser Funktion zählt sie nunmehr zu den einflussreichsten afrikanischen Politikerinnen der Welt.

## Ehrungen
- das Swarthmore College hat den Lucretia Mott Award für Literaturwissenschaften verliehen
- die Regierung von Niger bedankte sich im April 2007 mit einem Festakt für die Unterstützung.[1]